# Río Tinto
El río Tinto (conocido como «Luxia» o «Urium» en la Antigüedad) es un río costero del sur de España, que discurre a lo largo de la provincia de Huelva, comunidad autónoma de Andalucía. Nace en la sierra de Padre Caro y tras recorrer casi 100 km llega hasta la ría de Huelva, donde se funde con el Odiel.
El río es conocido por el color rojizo de sus aguas, de ahí su nombre. La coloración tiene su origen en la meteorización de minerales que contienen sulfuros de metales pesados hallados en los yacimientos a lo largo del río y en su nacimiento. Estos yacimientos son depósitos hidrotermales compuestos en gran medida por rocas de pirita, sulfuro de hierro y calcopirita. El proceso de meteorización se debe a la oxidación microbiológica de estos minerales, causada principalmente por unas bacterias especiales como Acidithiobacillus ferrooxidans o Leptospirillum ferrooxidans y otras bacterias acidófilas que oxidan los iones sulfuro y ferroso a iones sulfato y férrico, liberando protones que acidifican las aguas, y lixiviando una variedad de metales pesados como cationes en el agua. Es a causa del flujo de ácido sulfúrico que el agua del río tiene un carácter muy ácido. A este proceso se le denomina drenaje ácido de minas.
A día de hoy se desconoce con exactitud cuánto drenaje ácido proviene de procesos naturales y cuánto procede de las actividades mineras. Su acuífero principal se encuentra situado a unos 600 metros de profundidad, cerca de un cuerpo de sulfuros masivos volcánicos (depósito VMS).

## Historia
El cuerpo de mineral fue depositado en el periodo Carbonífero (300-350 Ma) por actividades hidrotermales sobre el fondo del mar. El área del río tiene una historia de actividad extractora por parte de todos los pueblos que se asentaron en la región, como los íberos (que empezaron en el año 3000 a. C. y lo denominaban Iberus), los fenicios, romanos (que lo denominaban Urium) y los musulmanes. La minería continuó durante la era fenicia y la romana hasta los musulmanes en la segunda parte del siglo XIII. Fue principalmente de cobre, pero también de hierro y manganeso. 
Se ha llegado a identificar al Tinto con el «río Tartessos» al que hacen referencia algunos historiadores de la Antigüedad, como Estesícoro. En opinión del historiador José María Blázquez, «la descripción de Estesícoro sobre las fuentes del río Tartessos se ajusta con asombroso rigor» al nacimiento del Tinto.
En el siglo XIX comenzó la explotación minera de la zona a gran escala, llevada a cabo principalmente por empresas del Reino Unido. Destacaría en este sentido la Rio Tinto Company Limited (RTC), que llegó a construir una línea férrea que seguía el curso del río hasta llegar al puerto de Huelva. La RTC también construyó, en 1878, el embalse Marismilla con el objetivo de sacar agua procedente del río Tinto que sería empleada para la obtención de cobre por vía húmeda a través de la Cementación Planes y, posteriormente, de la Cementación Naya. Después de que las minas alcanzaran la producción máxima en 1930, esta disminuyó y se terminó para el cobre en 1986, y para la plata y la extracción de oro en 1996. Toda actividad minera cesó en 2001

## Curso
El río Tinto pertenece a la cuenca atlántica andaluza (distrito hidrográfico Tinto, Odiel y Piedras). Nace en la sierra de Padre Caro y desemboca en la ría de Huelva, donde confluye con el río Odiel. Próxima a su nacimiento se sitúa la corta a cielo abierto de la mina de Peña del Hierro en Nerva, encontrándose algo más adelante Corta Atalaya, el que fuera el mayor yacimiento minero a cielo abierto de Europa, ya en el municipio de Minas de Riotinto.
El río discurre casi en su totalidad por la provincia de Huelva, al igual que sus arroyos, excepto los arroyos de Peñas Altas y el arroyo de Juan Antón que nacen en el municipio hispalense de El Madroño, constituyendo en este tramo de Minas de Río Tinto-El Madroño la linde provincial de Huelva con Sevilla. Sus principales afluentes son los ríos Nicoba, Jarrama, Domingo Rubio, Corumbel, Casa Valverde y Candón. Del norte, donde se sitúa su nacimiento, al sur, donde desemboca, el río atraviesa los municipios onubenses de Nerva, Minas de Río Tinto, El Campillo, Zalamea la Real, Berrocal, Valverde del Camino, Paterna del Campo, Niebla, La Palma del Condado, Villarrasa, Bonares, Trigueros, Lucena del Puerto, San Juan del Puerto, Moguer, Palos de la Frontera y Huelva.

## Ecología
Sus aguas rojas se caracterizan por su pH entre 1,7 y 2,7 (muy ácido), con alto contenido en metales pesados: hierro mayoritariamente, cobre, cadmio y manganeso, pero con oxígeno, ya que los organismos que existen en el río son fotosintéticos en su mayoría. Estos microorganismos, adaptados a hábitats extremos, son acidófilos y se alimentan sólo de minerales; son tanto procariotas como eucariotas, incluyéndose entre los segundos algunas especies de hongos y algas endémicas del río. Por ello, la NASA lo escogió como hábitat a estudiar por su posible similitud con el ambiente del planeta Marte. Un experimento con participación del Consejo Superior de Investigaciones Científicas, y desarrollado en el río Tinto, ha confirmado la posibilidad de que determinados tipos de organismos puedan sobrevivir bajo las restrictivas condiciones del planeta Marte.

## Galería

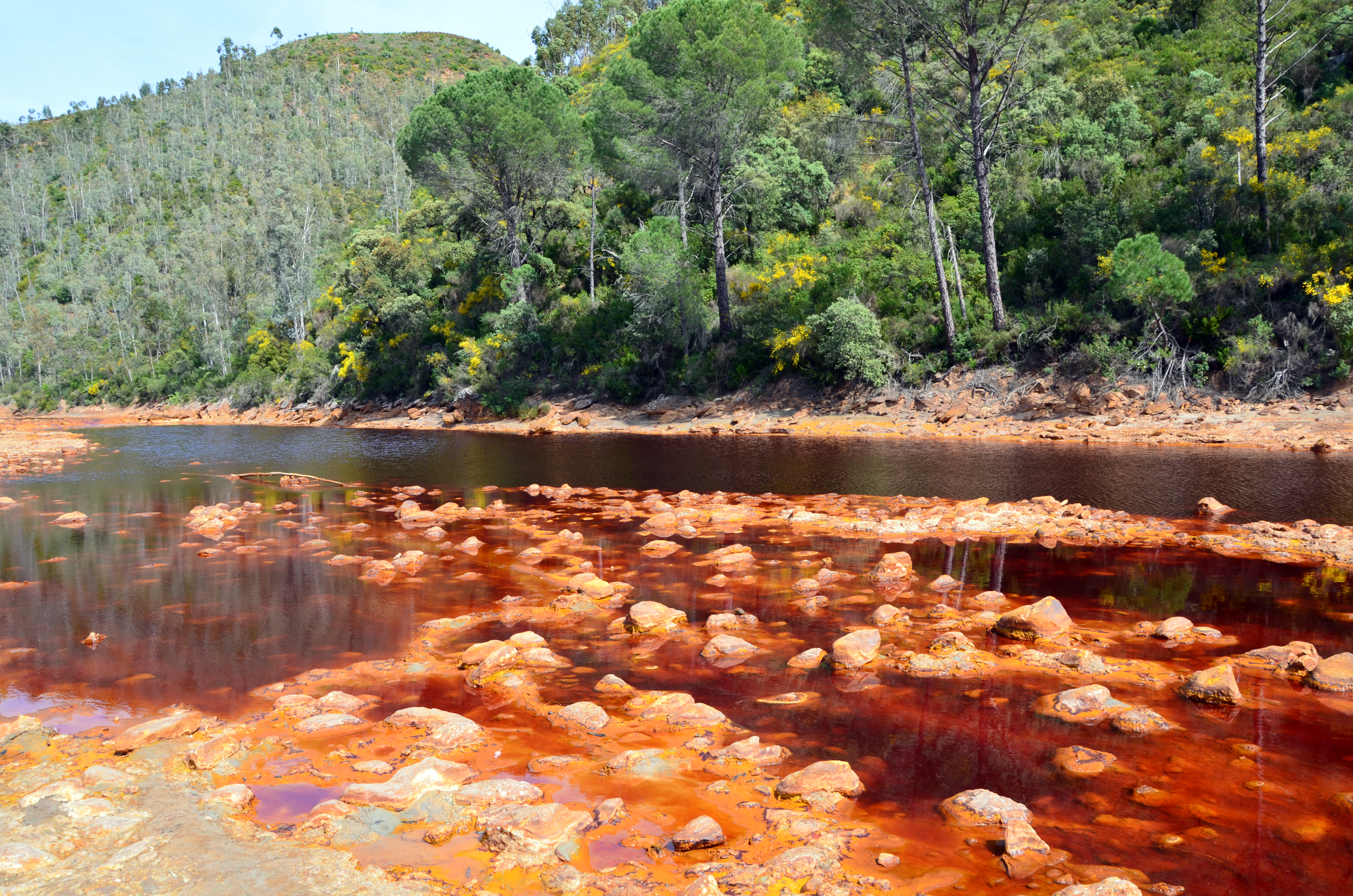
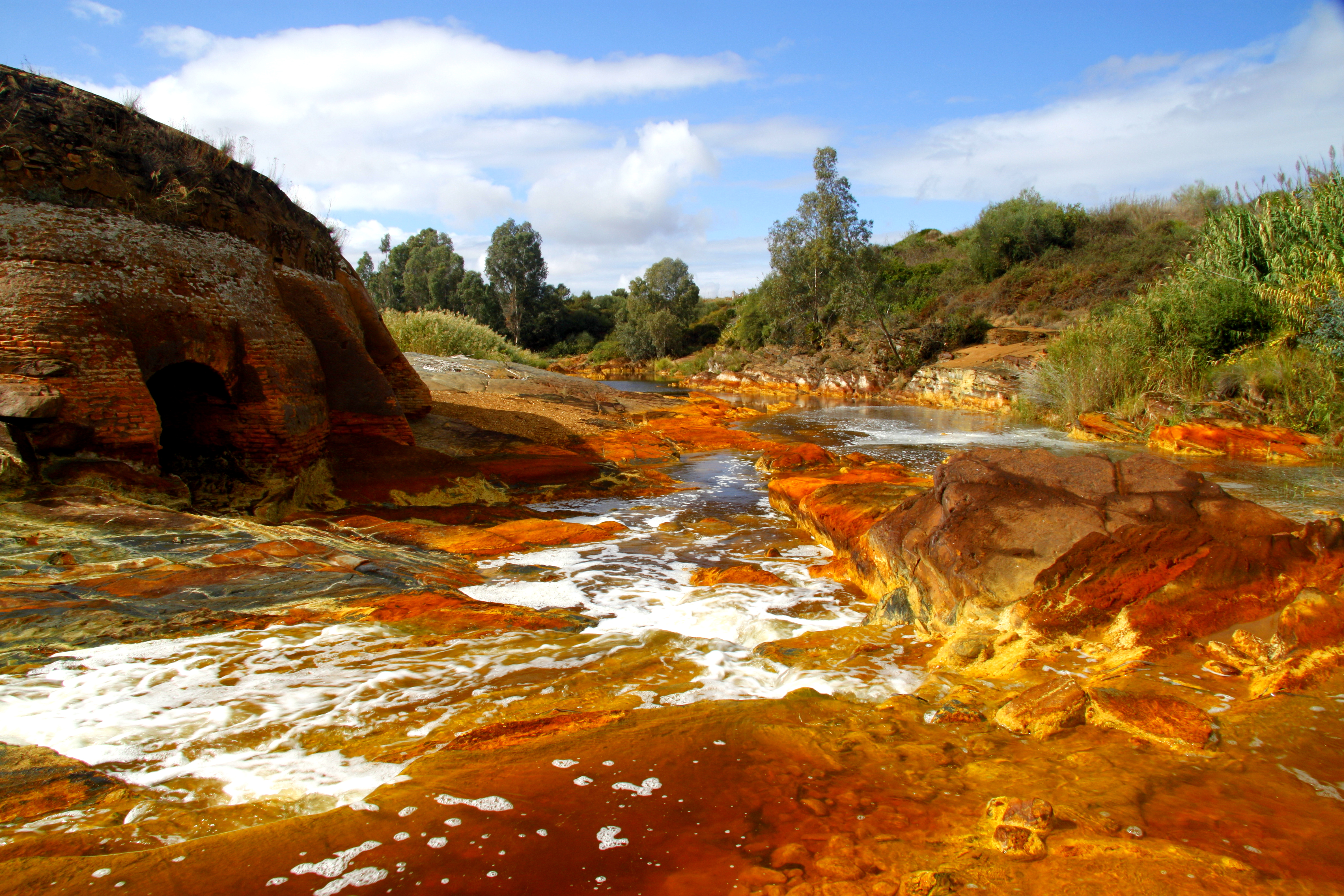
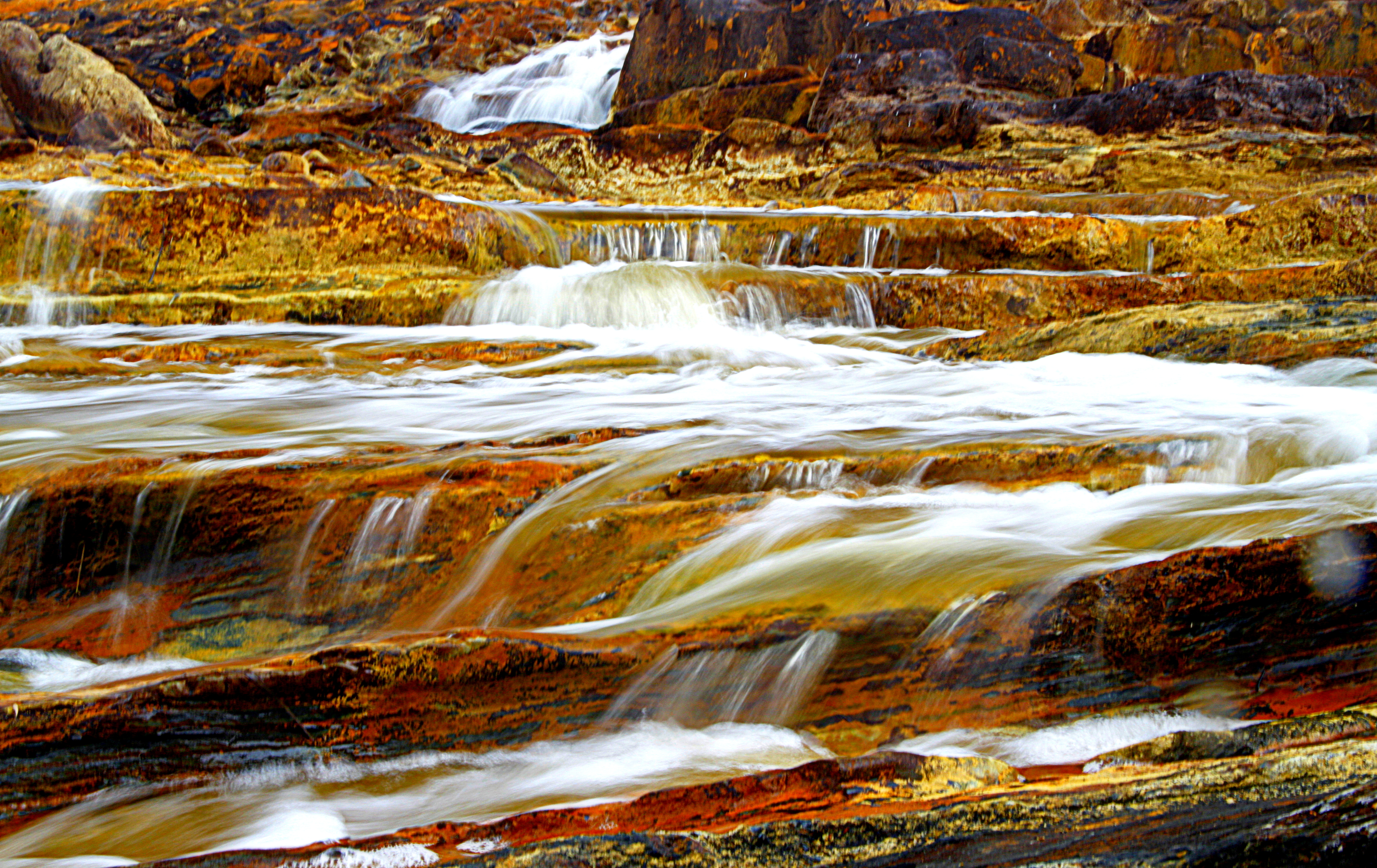
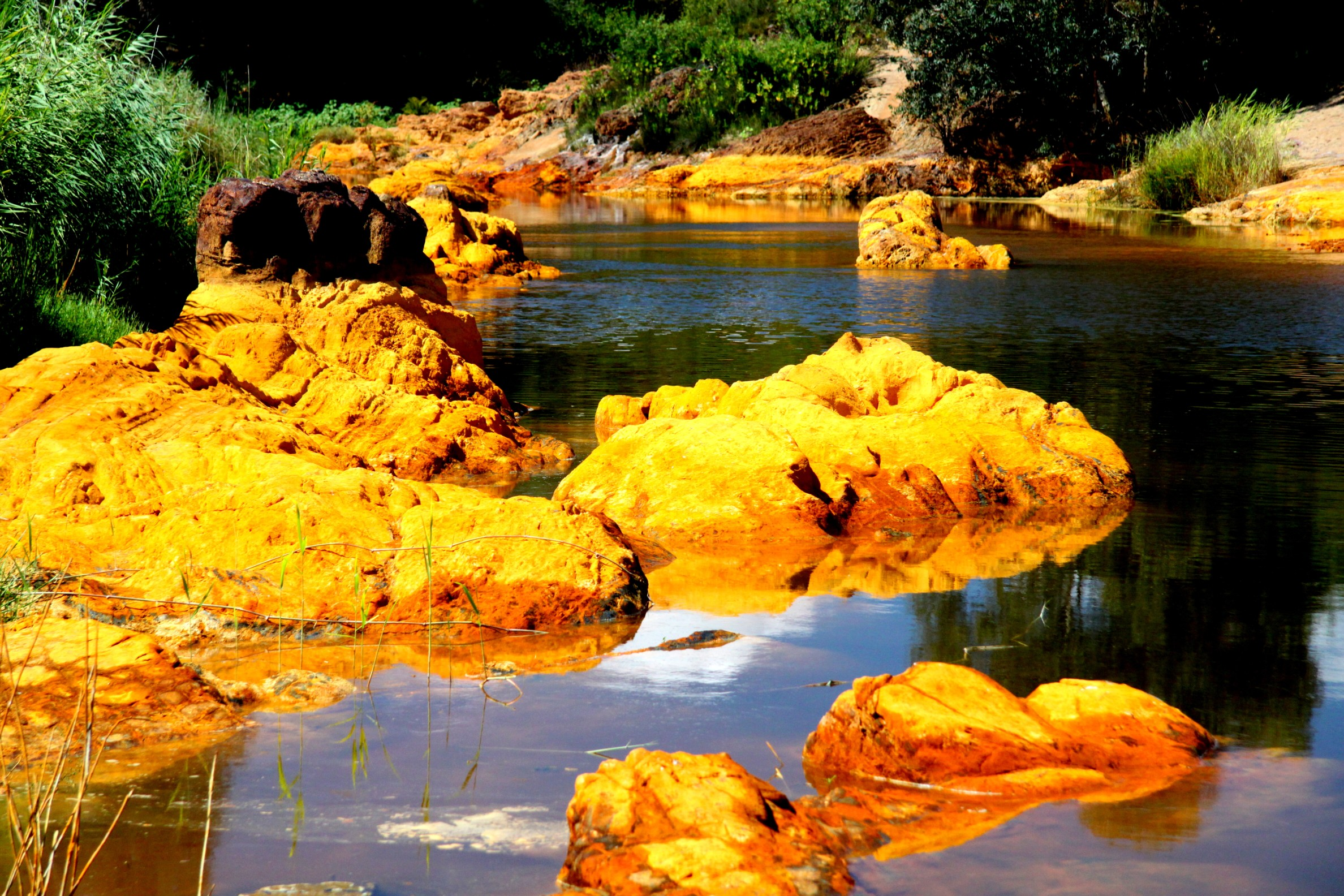
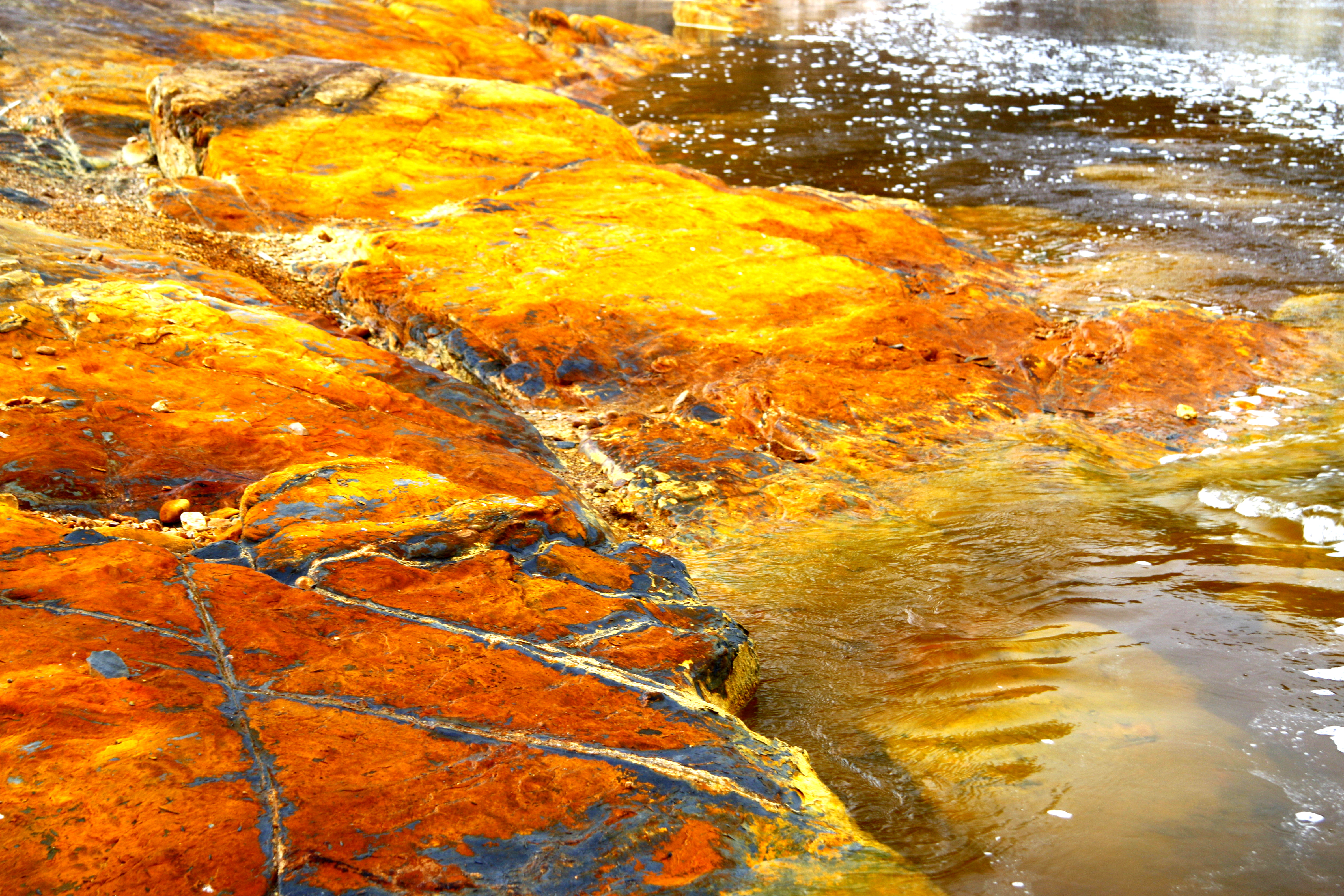
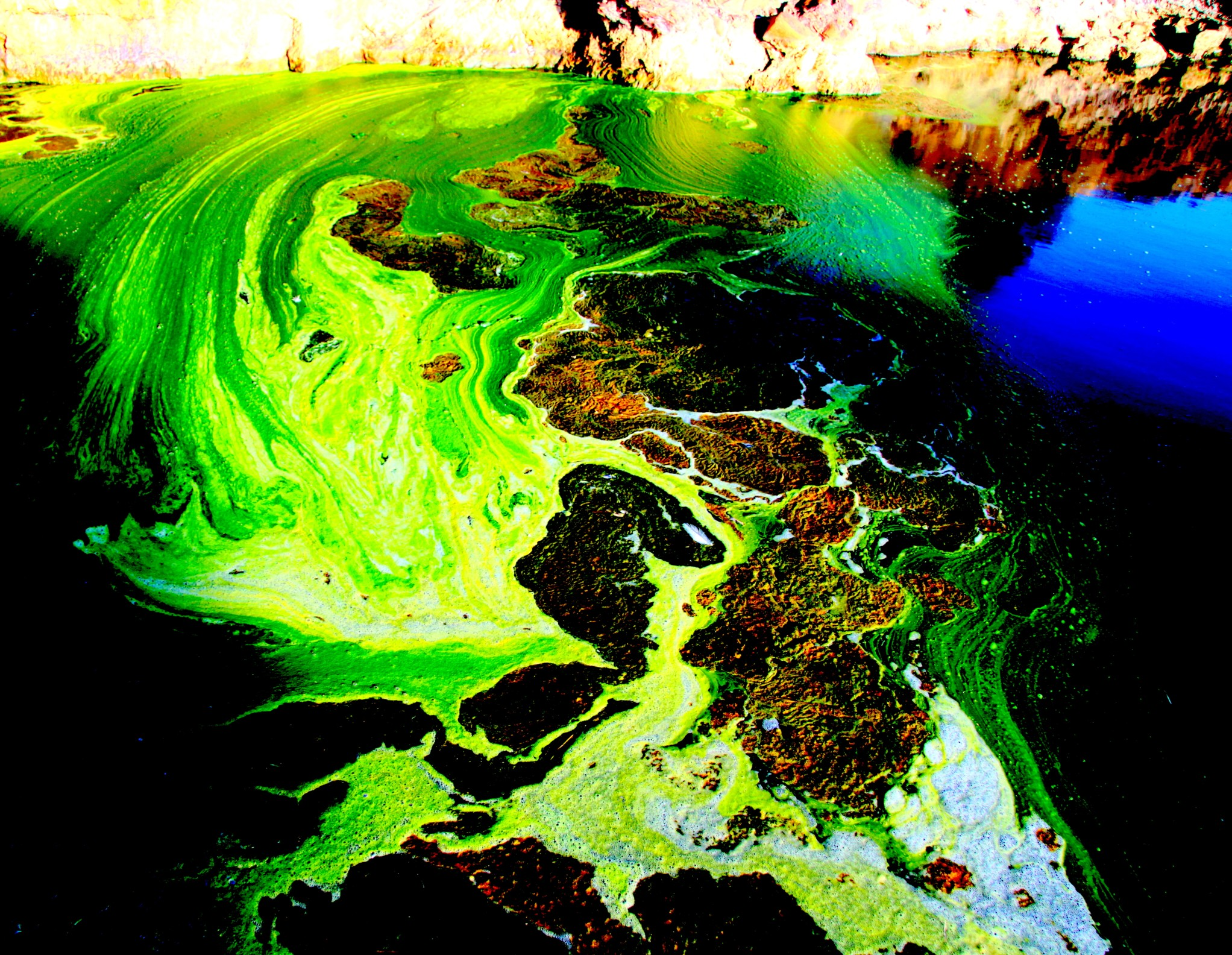
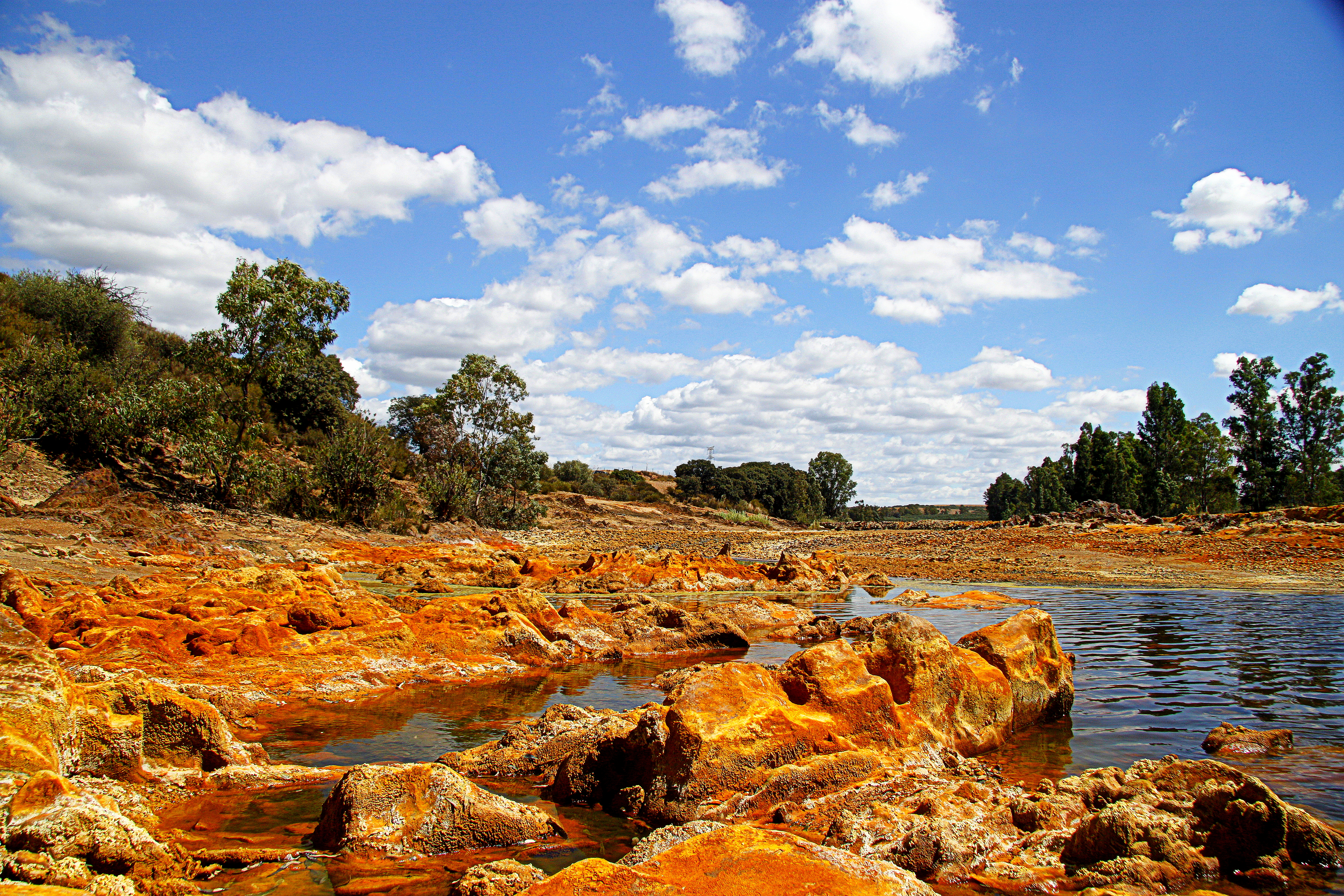
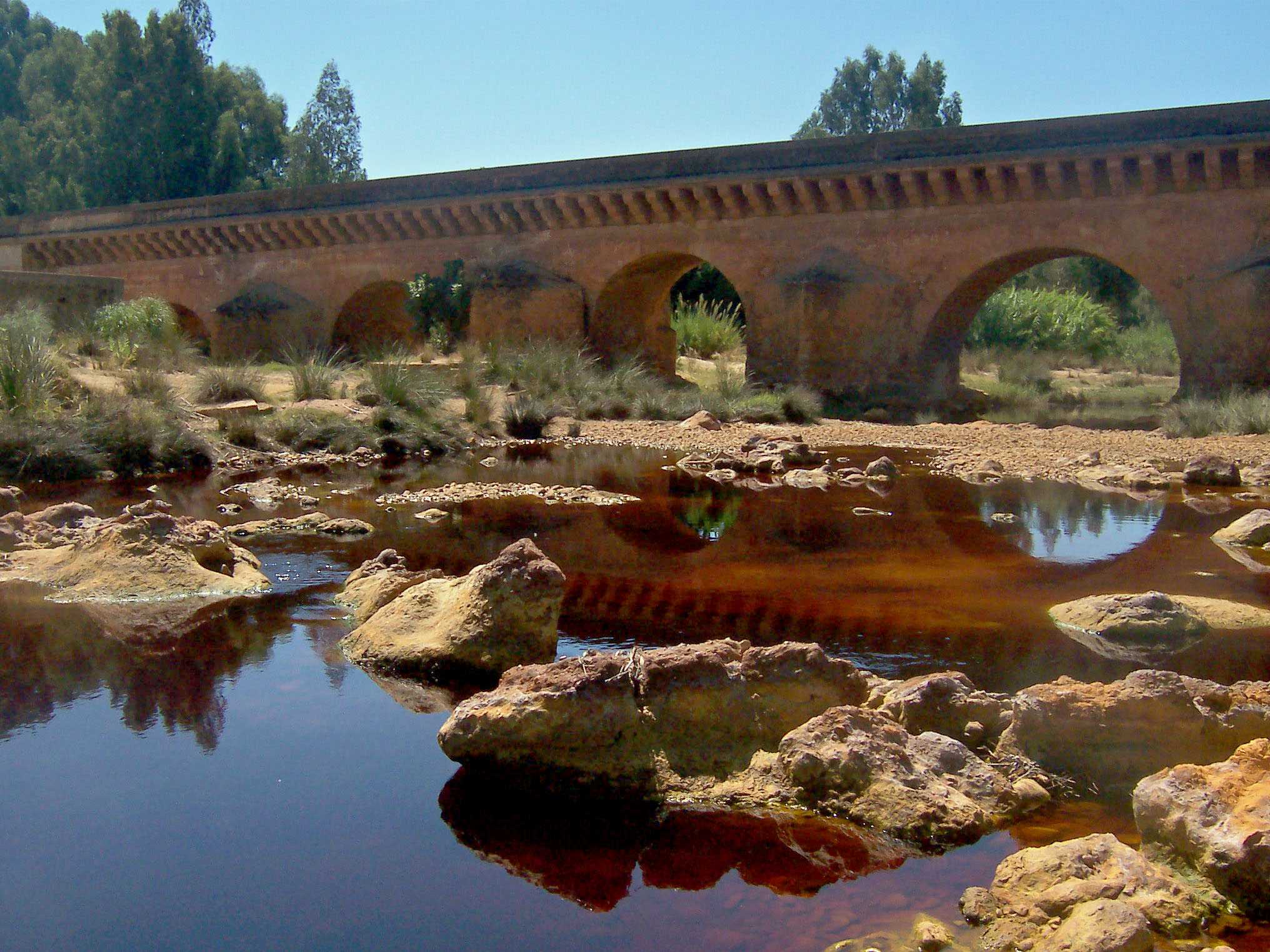
Puente romano en Niebla
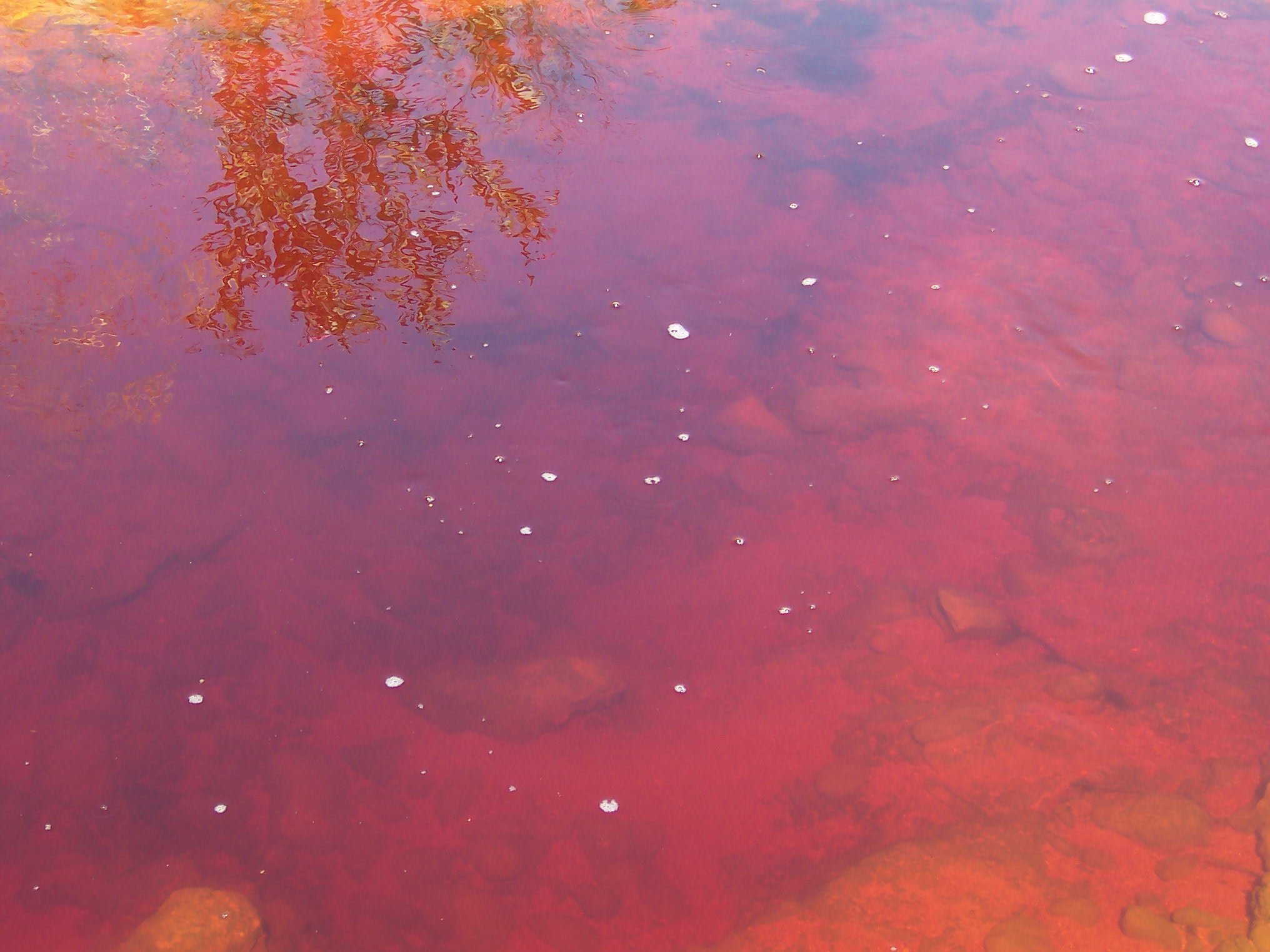
Las aguas rojizas del río
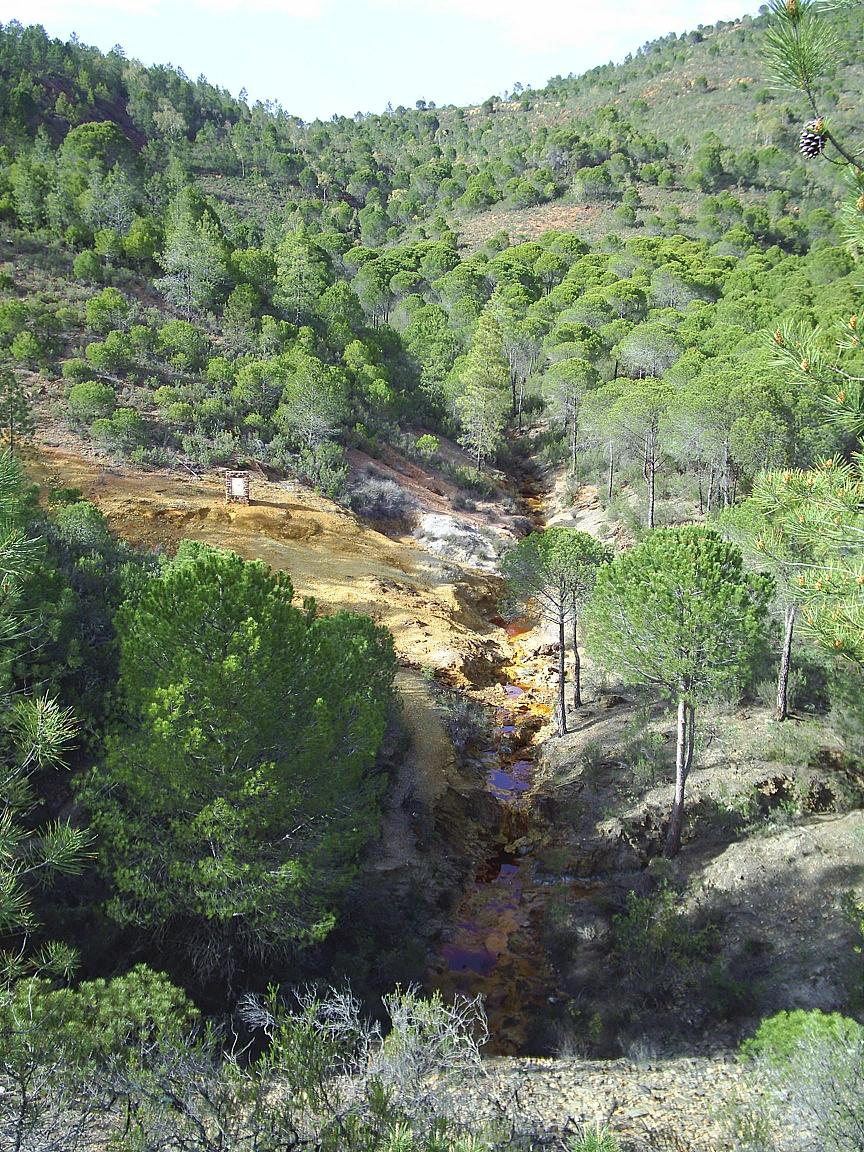
Nacimiento del río Tinto en la localidad onubense de Nerva.
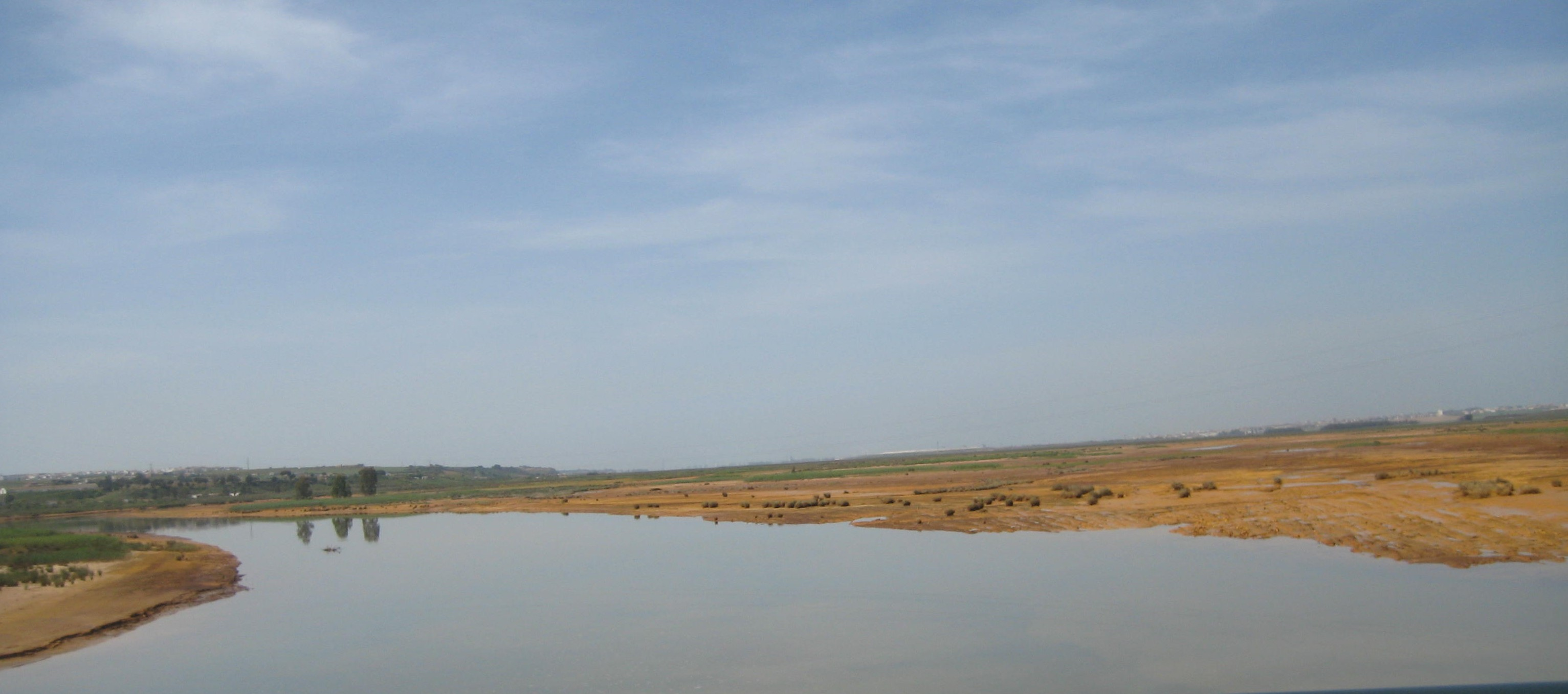
Río Tinto a su paso por Moguer (Puerto de Moguer (Actualmente la Ribera)).
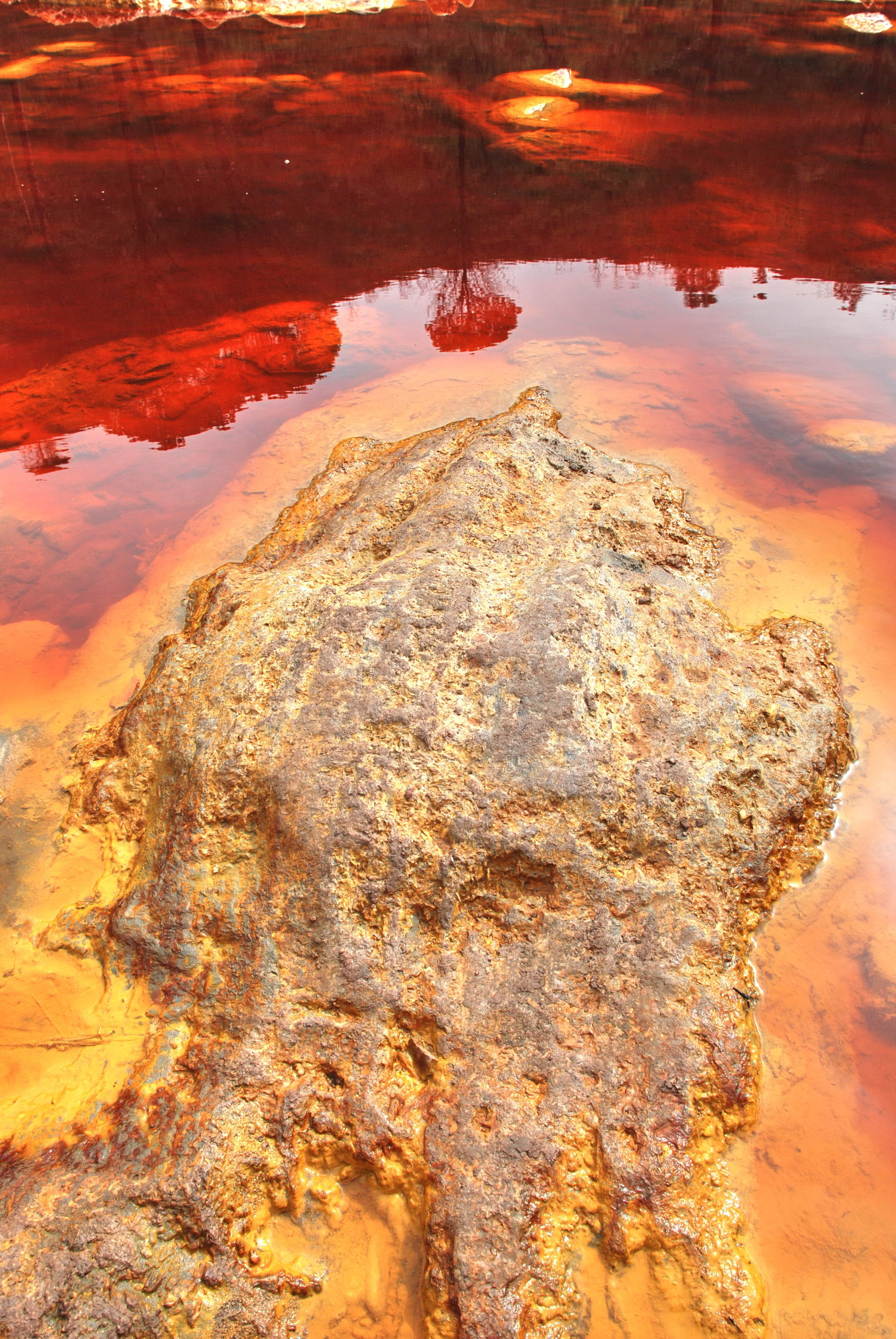
El agua roja del río.